# AGTR1
 (octobre 2011).
Si vous disposez d'ouvrages ou d'articles de référence ou si vous connaissez des sites web de qualité traitant du thème abordé ici, merci de compléter l'article en donnant les références utiles à sa vérifiabilité et en les liant à la section « Notes et références ».
Le récepteur de type 1 de l'angiotensine II ou récepteur AT1, ou AT1R, ou AGTR1, est un récepteur de l'angiotensine. Il a des effets vasopresseurs et régule la sécrétion d'aldostérone. Il est un élément important de la pression artérielle par le contrôle du volume dans le système cardiovasculaire. Il est la cible des antagonistes de l'angiotensine II qui sont des médicaments indiqués pour l'hypertension, la néphropathie diabétique et l'insuffisance cardiaque congestive.
Il est le récepteur de l'angiotensine le mieux élucidé.

## Mécanisme
Les récepteurs de l'angiotensine sont activés par le peptide vasoconstricteur angiotensine II. Le récepteur change de conformation pour se tourner vers Gq/11 qui active la phospholipase C et augmente la concentration de calcium dans le cytoplasme, ce qui déclenche à son tour des réponses cellulaires telles que la stimulation de la protéine kinase C. Le récepteur activé inhibe également l'adénylate cyclase et active diverses tyrosine kinases.
Ce récepteur peut être également activé par un stress mécanique, sans participation de l'angiotensine II, l'étirement du récepteur entraînant un changement de sa conformation et active la voie de la bêta-arrestine.
Le récepteur est aussi retrouvé dans les exosomes libérés par les cellules cardiaques, faisant suspecter une action à distance de l'organe.

## Effets
Le récepteur AT1 est le médiateur des principaux effets cardiovasculaires de l'angiotensine II. Ses effets sont nombreux et incluent la vasoconstriction, la synthèse et la sécrétion d'aldostérone, l’augmentation de sécrétion de vasopressine, l'hypertrophie cardiaque, l'augmentation de l'activité noradrénergique périphérique, la prolifération des cellules des muscles lisses vasculaires, une diminution du débit sanguin rénal, l'inhibition de la rénine rénale, l'insuffisance rénale de recapture du sodium tubulaire, la modulation de l'activité du système nerveux sympathique, une contractilité cardiaque, le contrôle de l'osmose centrale et la formation de matrice extracellulaire.

## Pathologie
Le récepteur AT1 pourrait jouer un rôle dans le développement des arythmies de reperfusion après une restauration du flux sanguin ou un infarctus du myocarde.

## Gène
On pensait auparavant qu'un autre gène de la même famille, AGTR1B, existait, mais il semble  qu'il n'y ait qu'un seul gène du récepteur de type 1 chez l'humain, nommé AGTR1 et situé sur le chromosome 3 humain. Au moins quatre variants de transcription ont été décrits pour ce gène. Des variants supplémentaires ont été décrits mais leur nature n'a pas encore été déterminée. La séquence codante entière est contenue dans l'exon terminal et est présente dans tous les variants de transcription.

## Interactions
Le récepteur AT1 intéragissait avec la protéine à doigt de zinc BTB. Il interagit également avec le MicroARN Mir-132 dans le cadre d'un mécanisme d'interférence par ARN qui réduit l'expression du récepteur.